# Le Mur de Salomon
Le Mur de Salomon est un tableau du peintre français Jean-Léon Gérôme. C’est une peinture à l'huile sur toile de 92 × 74 cm réalisée avant 1876, et représentant des croyants priant devant le mur des Lamentations. Elle fait partie d’une collection particulière. 
Gérôme a visité Jérusalem en 1868 mais il s’est aussi inspiré des photographies de Félix Bonfils. Le peintre a pris le parti de ne représenter que sept pèlerins pour accentuer la fragilité des hommes face à la puissance de ruines millénaires. 
L’œuvre est vendue par Christie's en mai 1999 pour 2 312 500 $.
La toile est signée au milieu à gauche sur la troisième rangée de pierre en partant du bas : j.l.gerome.

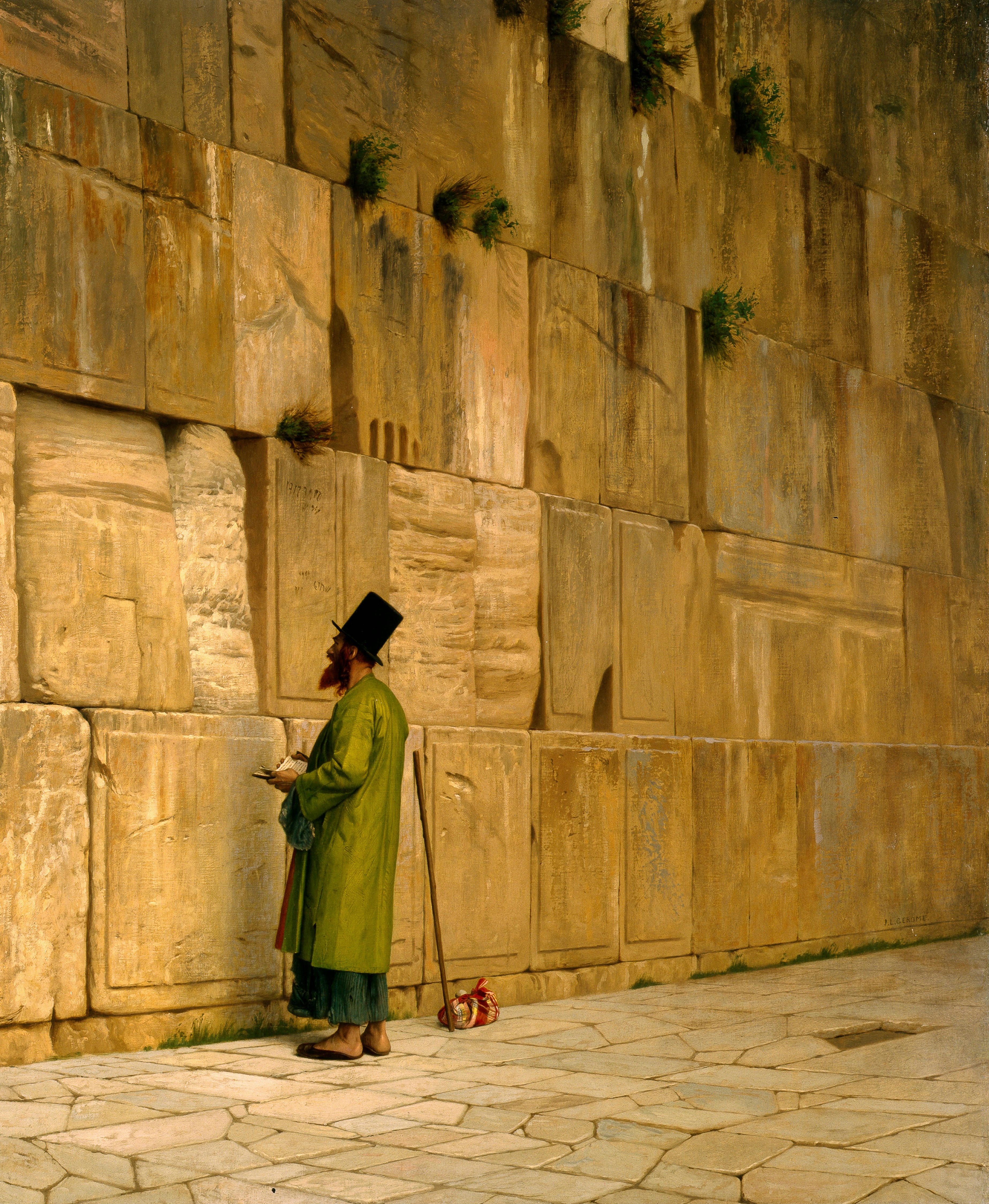
Second sujet de Gérôme.
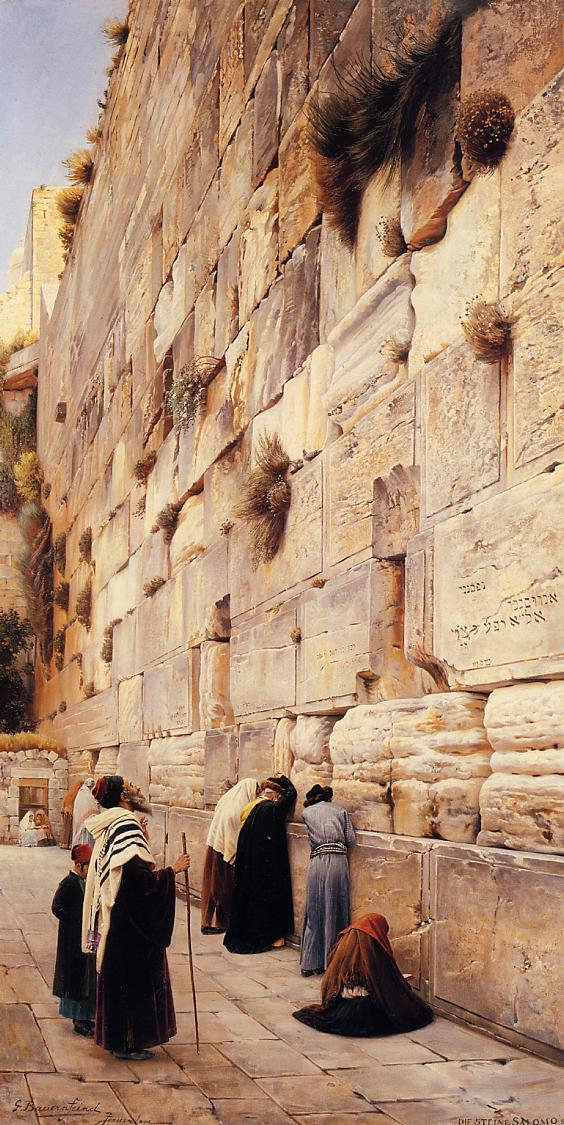
Sujet traité par Gustav Bauernfeind.
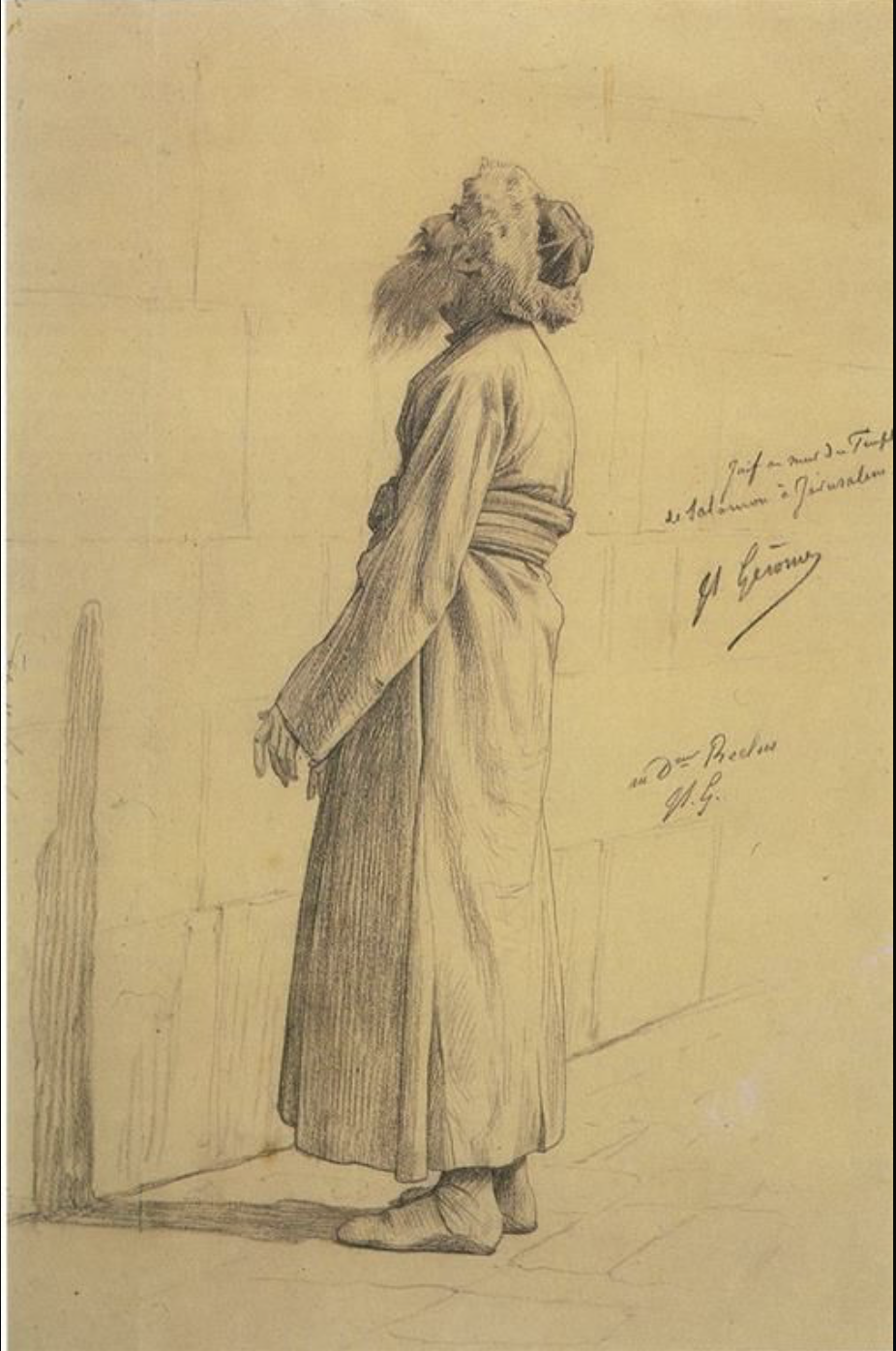
Dessin de Gérôme.
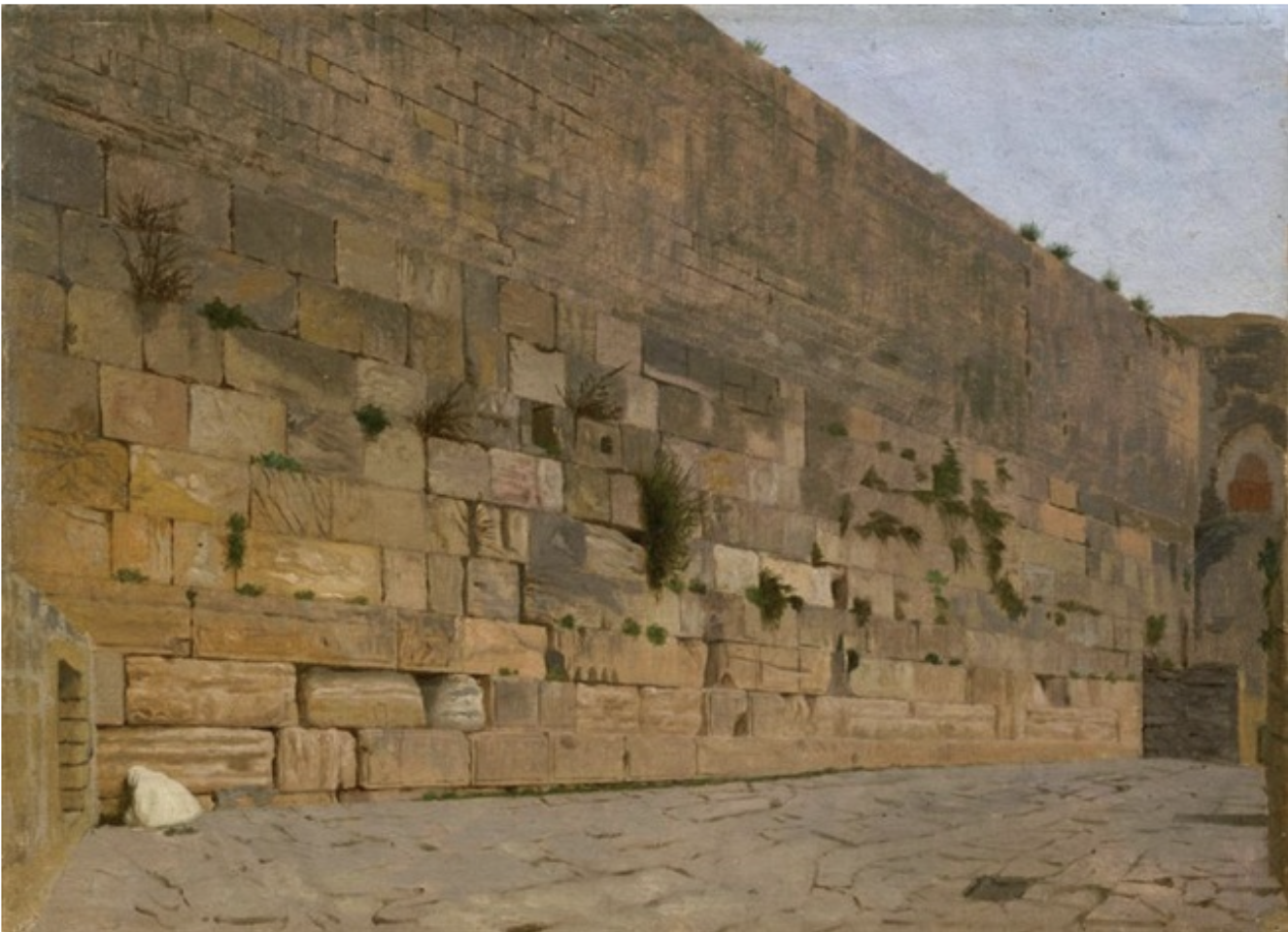
Esquisse du mur.
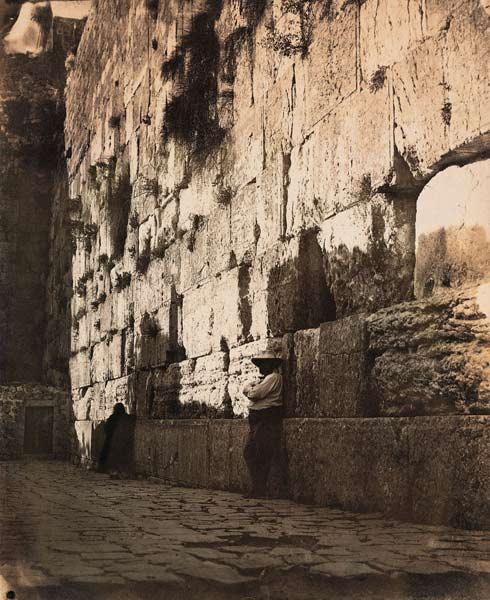
Photographie de Félix Bonfils.